# De wraakgier
Tom Poes en de wraakgier of kortweg De wraakgier is het 71e verhaal van Marten Toonder uit de Bommelsaga-reeks. Het verhaal verscheen van 19 juli 1956 tot en met 2 november 1956 in stroken in de Nieuwe Rotterdamse Courant.
Uitgeverij De Bezige Bij bracht het verhaal in 1974 opnieuw uit, als onderdeel van de bundel Overgehaalde landrotten. In 1992 gaf uitgeverij Panda het verhaal uit in deel 14 van Heer Bommel: volledige werken: de dagbladpublicaties. Het weekblad Revue publiceerde een bewerking als ballonstrip: Tom Poes en de wraakvallei.

## Samenvatting
Tom Poes en kapitein Wal Rus belanden op een eiland waar bijna alles kapot is omdat de bewoners continue bezig zijn wraak op elkaar te nemen. Later belandt de oudstebewoner, Kriegel, bij toeval in Rommeldam, en is heel verbaasd dat daar niet 'gewraakt' wordt. Uit gewoonte begint hij al gauw personen tegen elkaar op te zetten. Hij houdt dat bij in een boekje. Later schrijft Tom Poes stiekem in het boekje dat Kriegel zèlf gewraakt moet worden. Dat is een openbaring voor Kriegel. Hij stopt met zijn praktijken en laat zich terugbrengen naar het eiland.

## Achtergrond
Toonder bedacht dit verhaal als parodie op de zegswijze 'oog om oog, tand om tand', een principe dat leidt tot onverdraagzaamheid en vernietigingsdrang.

## Film
In 1959/1960 werd dit verhaal als Vengeance valley samen met acht andere verhalen verfilmd voor de Amerikaanse markt, maar de film is uiteindelijk nooit in Amerika uitgebracht. In Nederland verscheen de film alsnog in 2012.